# مایکل جی مک‌کولی
مایکل جی مک‌کولی (به انگلیسی: Michael J. McCulley) فضانورد اهل کشور ایالات متحده آمریکا است که در ۴ اوت ۱۹۴۳ میلادی در سن دیگو زاده شد. وی در مأموریت اس‌تی‌اس-۳۴ حضور داشته است.